# Pierre Vinclair
Pierre Vinclair, né le 21 janvier 1982 à Aurillac dans le Cantal, est un écrivain français.

## Biographie
À 17 ans, il découvre la poésie au sein de la bibliothèque Jacques-Demy à Nantes.
Normalien (promotion L2002) et agrégé de philosophie, après une thèse sur les rapports de l'épopée et du roman, il poursuit des recherches en philosophie de la littérature.
Lauréat de la Villa Kujoyama (Kyoto) en 2010, il vit pendant une dizaine d'années en Asie (Japon, Chine, Singapour) avant de rentrer en Europe. 
En 2022 il a été fait chevalier des Arts et des Lettres.

## Quelques aspects de l'œuvre

### Épopée
Après avoir publié un roman, L'Armée des chenilles (2007), il a tenté de s'approcher de l'épopée par plusieurs voies : poésie (Barbares, 2009 ; Les Gestes impossibles, 2013), traduction (Kojiki, 2011), roman (La Fosse commune, 2016) et essai (De l'épopée et du roman, 2015).
En 2018, deux livres de poésie, l'un narratif, Le Cours des choses (2018), et l'autre de sonnets, Sans adresse (2018), marquent une transition vers un travail autant caractérisé par sa matière autobiographique que par son exigence formelle. Les deux livres ont pour décor la Chine où il habite alors.

### Poésie
Dans La Sauvagerie (2020), il a invité 48 poètes contemporains à lui offrir des dizains à partir desquels il a écrit un ensemble de 500 poèmes : « un “livre de combat”, qui mobilise tous les moyens de son art pour affronter la catastrophe écologique […]. Parallèlement à son travail de poète, Vinclair développe une pensée théorique qui se manifeste ici par la parution simultanée d’Agir non agir. »  
En 2021, Vie du poème, entre essai et autobiographie, propose un premier bilan après une vingtaine d'années d'écriture. Dans ce livre, Vinclair

« introduit joyeusement le lecteur, vous, moi, qui veut, dans son atelier. Entrez, pas besoin de clefs, vous aurez accès à tous les secrets de fabrication. La poésie pour lui est adresse : elle se partage. La littérature n’a rien d’intouchable, et la « sauvagerie » qu’il défend, sans pour autant rompre avec les formes fixes, s’en prend aux rhétoriques et aux récupérations pour mieux redessiner le cercle ouvert qui relancera l’espace de la création. »

— Aurélie Foglia
En 2022 paraît L'Éducation géographique, « aboutissement de tout ce qu’écrit Pierre Vinclair depuis 2015 : un ensemble de 25 chants, chacun composé dans une forme propre, à propos d’un endroit du monde différent. Chaque chant se veut à la fois une carte postale envoyée dans le futur à ses filles, un exercice de lecture du paysage et une réflexion sur l’écriture et les arts. L’enjeu en est simple : il s’agit de trouver la forme à même de dire ce qui compte, à ceux qui comptent ». 
Ce livre est présenté comme le premier tome d'une tétralogie intitulée [Encadrements] et dont le deuxième volume paraît en 2025 sous le titre Les Œuvres liquides : "Pierre Vinclair continue son exploration poétique du monde entre l'Asie, le Cantal, Londres et les rives du Rhône, mais s'intéresse aussi aux personnes qui le peuplent. Il adresse ainsi ses poèmes à sa famille, à ses amis, et n'hésite pas à y insérer des dialogues ou de la narration. Au-delà des lieux, des personnes et d'un jeu avec le lecteur, ce sont aussi les événements qui intéressent le poète. Au fil de ses vers, il dessine la géographie d'un monde menacé par le réchauffement climatique et s'interroge sur le rôle que pourrait jouer la poésie face à "ce qui nous arrive"."
Il a publié dans de nombreuses revues en France et, à l'étranger, a été traduit dans une dizaine de langues.

### Théorie et critique
Pierre Vinclair élabore, depuis De l'épopée et du roman (2015), une théorie des genres littéraires comme efforts. 
La plupart de ses travaux s'attachent à rendre compte de l'effort de textes poétiques : Terre inculte (Hermann, 2018) à propos de La Terre vaine de T. S. Eliot, Autoportrait de John Ashbery (Hermann, 2021) à propos d'Autoportrait dans un miroir convexe de John Ashbery. Il travaille aussi des concepts qui peuvent être mobilisés pour rendre compte de la poésie en général, comme celui de « sauvagerie » dans Agir non agir (2020). 
Il écrit régulièrement des critiques pour les revues Critique, Diacritik, Acta Fabula, Europe, Sitaudis ou Poezibao. Depuis 2024, il tient une chronique, « Poésie à problèmes », dans la revue Les temps qui restent.
Il est membre de la commission Littérature classique et critique littéraire du Centre national du livre (2022-2025).

## Travail dans l'édition et les revues littéraires
Depuis 2017, il s'occupe de la revue Catastrophes avec Guillaume Condello et Laurent Albarracin. Depuis 2019 il dirige la Collection S!NG aux éditions Le Corridor bleu où il a notamment publié Sharon Olds.

### RevueCatastrophes
Catastrophes paraît tous les deux mois en ligne et tous les dix-huit mois en édition papier, sous la forme d'un livre publié dans la Collection S!NG du Corridor bleu. La version en ligne est composée de poèmes, de feuilletons, de traductions, ainsi que d'essais critiques ou théoriques. La version papier, qui propose une quinzaine de feuilletons rendus à leur unité, fonctionne comme un « best of ». D'après Libération, « Catastrophes dévoile l’état des recherches d’un des laboratoires poétiques les plus intéressants du moment. La revue, orchestrée par Pierre Vinclair, tient toujours la crête entre une soif de radicalité – chaque poème est “une tentative de foutre le feu”, y affirme Vinclair – et l’envie de parler à tout le monde. »

### Collection S!NG
S!NG est une collection du Corridor bleu qui publie, outre la revue Catastrophes, deux titres par an depuis 2019. Son catalogue comprend des ouvrages de Julia Lepère, Christine Chia (dans la traduction de Pierre Vinclair), Sharon Olds et Terrance Hayes (dans la traduction de Guillaume Condello), Olivier Domerg, Laurent Albarracin, Eugénie Favre mais aussi Madame Tout le monde, une anthologie composée par Marie de Quatrebarbes ou Les Bœufs du soleil, traduction par Auxeméry de la 14e section d'Ulysse (roman) de James Joyce. Dans un article sur les trois premiers livres de la collection, Sabine Huynh félicite Pierre Vinclair « de se soucier de publier dans la collection “S!NG” des éditions Le corridor bleu une poésie si fine, non pas écrite avec la muse mais avec les contradictions du monde et du moi, et qui les narre telles qu’elles sont ; une poésie découlant naturellement du courant des choses ; une poésie pour tous (“qui devra sauver tous les hommes” nous dit la page internet de la collection), parce qu’elle offre une imbrication salutaire de l’intime et du global ».

## Publications

### Poésie
- Barbares, Paris, Flammarion, 2009.
- Les Gestes impossibles, Paris, Flammarion, 2013. Prix Heredia de l’Académie française 2014.
- Le Cours des choses, Paris, Flammarion, 2018.
- Sans adresse, Caen, Lurlure, 2018.
- La Sauvagerie, Paris, Corti, 2020.
- Le Confinement du monde, Caen, Lurlure, 2020.
- L'Éducation géographique [Encadrements, 1], Paris, Flammarion, 2022.
- Bumboat (édition de Claire Tching), Paris, Le Castor astral, 2022.
- Complaintes & Co., Le Castor astral, 2024.

- La Forme du reste, Lurlure, 2024.
- Les Œuvres liquides [Encadrements, 2], Flammarion, 2025.

### Essais
- De l'épopée et du roman. Essai d'énergétique comparée, Rennes, Presses Universitaires de Rennes, 2015. Prix de thèse de l'Université du Maine.
- Le Chamane et les Phénomènes. La poésie avec Ivar Ch'Vavar, Caen, Éditions Lurlure, 2017.
- Terre inculte. Penser dans l’illisible : The Waste Land, Paris, Éditions Hermann, 2018.
- Prise de vers. À quoi sert la poésie ?, Sainte-Colombe-sur-Gand, La rumeur libre, 2019.
- Hold the Line (an Essay on Poetry) Between France and Singapore (en anglais), Ethos Books, 2020.
- Agir non agir, éléments pour une poésie de la résistance écologique, Paris, Éditions Corti, 2020.
- Vie du poème, Genève, Labor et Fides, coll. « Lignes intérieures », 2021.
- Autoportrait de John Ashbery. Une cérémonie improvisée, Paris, Hermann, 2021.
- Idées arrachées. Essais & entretiens (2015-2020), Caen, Lurlure, 2023.
- Terrorisme et Alchimie. La création poétique du sens, Paris, Hermann, 2023.
- Sous le nom de Claire Tching, La Poésie française de Singapour, Æthalidès, 2024.
- Vision composée. 20 poèmes d'Emily Dickinson traduits et commentés, La Bastide-Clairence, Exopotamie, 2024.

### Prose
- L'Armée des chenilles, roman, Paris, Gallimard, 2007.
- Ce monde en train, proses, Rennes, La Part commune, 2009.
- L'Empereur Hon-Seki, conte illustré par PieR Gajewski, Saint-Pierre, Le Corridor bleu, 2012.
- Le Japon imaginaire, journal, Saint-Pierre, Le Corridor bleu, 2014.
- La Fosse commune, roman, Saint-Pierre, Le Corridor bleu, 2016.

### Traduction
- Kojiki, illustré par les calligraphies de Yukako Matsui, Saint-Pierre, Le Corridor bleu, 2011.
- Derek Walcott et Peter Doig, Paramin, Actes Sud, 2016.
- « Luxe à Singapour », 14 poètes de Singapour dans la revue L'Intranquille, No. 15, 2018.
- [du chinois] Shijing. Le Grand recueil, Saint-Pierre, Le Corridor bleu, 2019.
- Christine Chia, La Loi des remariages, suivi de Séparation : une histoire, Saint-Pierre, Le Corridor bleu, 2019.
- Alexander Pope, Le Rapt de la boucle, étude liminaire de Guillaume Métayer, Les Belles Lettres, 2022.
- Le Chaos dans 14 vers. Anthologie du sonnet anglais, Caen, Lurlure, 2023.

### Ouvrages collectifs
- Shanghai double, avec les photographies de J.-F. Devillers, Publie.net, 2014.
- Une Nouvelles Célébration, avec les photographies de Patrick Wack, Saint-Pierre, Le Corridor bleu, 2014.
- Extension de la pensée épique (dir. Florence Goyet et Pierre Vinclair), sur Le recueil ouvert, 2016.
- Catastrophes. Éclats de poésie contemporaine, (dir. Pierre Vinclair), Saint-Pierre, Le Corridor bleu, 2018.
- Catastrophes 2. Poésie & Matériaux de reconstruction, (dir. Pierre Vinclair), Saint-Pierre, Le Corridor bleu, 2019.
- Catastrophes 3. Poésie pour la fin et le début des mondes, (dir. Pierre Vinclair), Saint-Pierre, Le Corridor bleu, 2021.
- Éléments, 5 poèmes sur des calligraphies de Yuka Matsui, Montpellier, Méridianes, coll. "Liber", 2021.
- L'Agencement des mobiles. Manifestes (dir. Pierre Vinclair), revue Po&sie No. 179-180, Paris, Belin/Humensis, 2022.
- Catastrophes 4. Poésie primate, (dir. Pierre Vinclair), Saint-Pierre, Le Corridor bleu, 2023.
- Emily Dickinson (dir. Pierre Vinclair et Jean-Baptiste Para), Europe (revue) No. 1137-1138, janvier 2024.
- William Carlos Williams suivi de Yves di Manno (dir. Pierre Vinclair), Europe No. 1153, mai 2025.

### Sur Pierre Vinclair
- Grand entretien sur Diacritik
- Entretien dans Libération
- « Pierre Vinclair - La Vie poétique », étude de Pascal Dethurens sur Poezibao
- « Pierre Vinclair - Sauver le vivant », dossier dans Le Matricule des anges, no 212-213, avril-mai 2020

## Prix et distinctions
- Chevalier de l'ordre des Arts et des Lettres en 2022[6]
- Prix Heredia de l'Académie française en 2014 pour son recueil Les Gestes impossibles[15]